# Blade of the Moon Princess
Blade of the Moon Princess (яп. 月華美刃, Gekka Bijin, укр. Клинок місячної принцеси) — японська серія манґи, написана та проілюстрована Тацуєю Ендо. Серію створено за мотивами японської народної казки «Повість про бамбукоруба». Вона виходила в журналі Jump Square видавництва Shueisha з травня 2010 по січень 2012 року і була випущена у п'яти томах.

## Сюжет
На темному боці Місяця існує високорозвинена цивілізація, розділена на два клани — сім'ю Такеноучі та сім'ю Уменоучі. Такеноучі Каґуя — донька Такеноучі Фумії, чинної королеви клану. Каґуя наступна в черзі на посаду королеви, але вона відмовляється бути слухняною і хоче насолоджуватися життям. Неслухняна Каґуя зневажає свою матір та оточуючих за їхню суворість і часто мріє про те, щоб ніколи не народжуватися принцесою.
Королева Фумія вже багато років тяжко хворіє, але приховує це від доньки, щоб захистити її, але її стан погіршується. Сім'я Уменоучі користується цією можливістю, щоб здійснити переворот і захопити владу. Знаючи, що вона не в змозі забезпечити безпеку доньки на Місяці, Фумія відправляє Каґую на Землю з потужною катаною, яка символізує її володіння Місяцем. Без меча родина Уменоучі не може узурпувати контроль над Місяцем. Каґуя змушена подорослішати і стати сильнішою, щоб повернути те, що колись належало її матері.

## Публікація
Манґа, написана та проілюстрована Тацуя Ендо, спочатку виникла як ван-шот у Weekly Shonen Jump у 2000 році, перш ніж почати серіалізацію в журналі Jump Square видавництва Shueisha 1 травня 2010 року. Серіал завершився 4 січня 2012 року. Розділи серії зібрано в п'ять танкобонів.

### Список томів
| № | Дата виходу      | ISBN                   |
| - | ---------------- | ---------------------- |
| 1 | 3 вересня 2010   | ISBN 978-4-08-870130-1 |
| 2 | 4 лютого 2011    | ISBN 978-4-08-870183-7 |
| 3 | 4 липня 2011     | ISBN 978-4-08-870243-8 |
| 4 | 4 листопада 2011 | ISBN 978-4-08-870340-4 |
| 5 | 2 березня 2012   | ISBN 978-4-08-870380-0 |

## Сприйняття
Еркаель з Manga News похвалив обстановку, персонажів і художнє оформлення, розкритикувавши оповідь. Ніколас Демай з Planete BD також високо оцінив художнє оформлення та персонажів; Демай також високо оцінив історію.